# Kunigunde von Böhmen (Äbtissin)

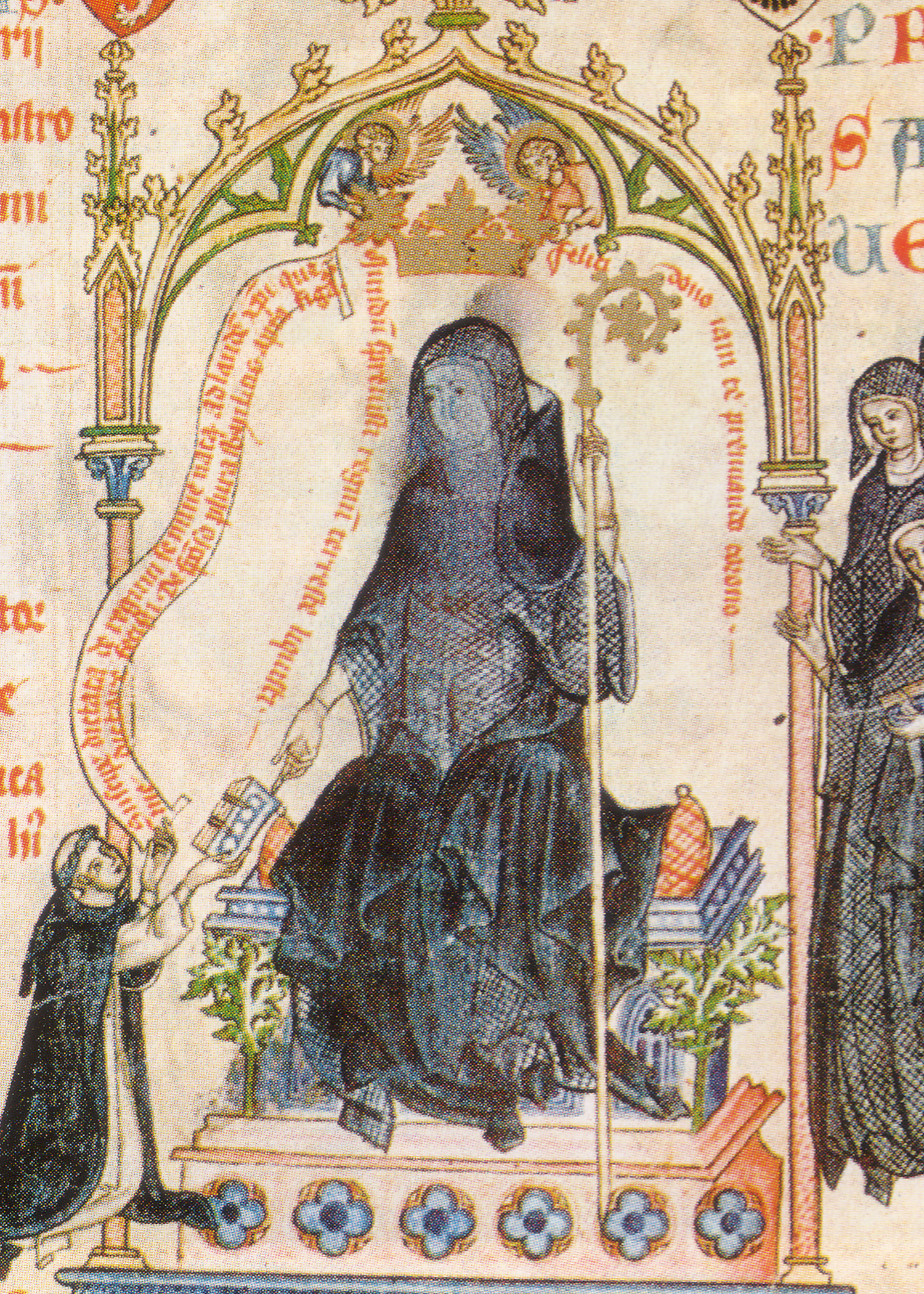
Widmungsblatt des Kunigundenpassionals, entstanden zwischen 1312 und 1321. Die Äbtissin ist darauf als Königstochter und Braut Christi abgebildet.

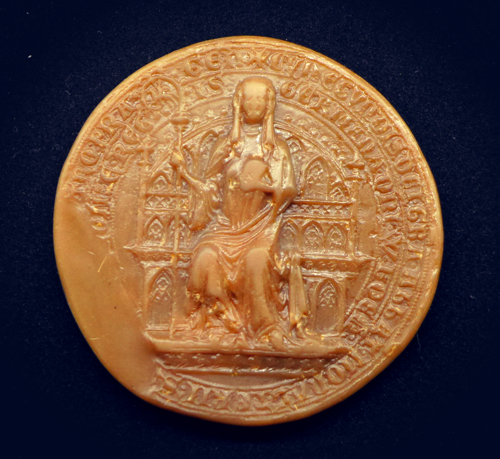
Siegel der Äbtissin Kunigunde

Kunigunde von Böhmen (tschechisch Kunhuta Přemyslovna; * Januar 1265; † 27. November 1321) war die erstgeborene Tochter des böhmischen Königs Ottokar II. Přemysl und der Kunigunde von Halitsch. Sie wurde als Kind in die Heiratspolitik ihres Vaters eingebunden, trat aber früh ins Kloster ein. Zwischen 1291 und 1302 unterbrach sie die geistliche Laufbahn, um eine politische Ehe einzugehen und Herzogin von Masowien zu werden. Nach ihrer Rückkehr leitete sie als Äbtissin das Georgskloster in der Prager Burg.

## Kindheit am Königshof
Kunigundes Geburt war ein bedeutendes Ereignis im Königreich Böhmen. Ihr Vater hatte 1252 die rund 30 Jahre ältere Margarete von Babenberg geheiratet, um seinen Anspruch auf die Babenbergischen Erbländer Österreich und Steiermark abzusichern. Die Ehe blieb kinderlos und seine unehelichen Nachkommen hatten kein Recht auf den böhmischen Thron. 1261 löste Přemysl Otakar II. die Verbindung schließlich auf. Als seine zweite Frau Kunigunde 1265 endlich das erste legitime Kind zur Welt brachte, ließ der König das Mädchen von drei Bischöfen taufen – dem von Prag, dem von Olomouc und dem von Bamberg – und lud alle böhmischen, mährischen und österreichischen Herren zur Taufe ein. Von dem römisch-deutschen König Richard von Cornwall erbat er für sie ein Privileg, die Kronländer erben zu können. Diese Urkunde, dem österreichischen Privilegium minus vergleichbar, wird in dem zeitgenössischen Geschichtswerk “Chronicon Aulae Regiae” erwähnt. Erhalten hat sie sich nicht. Als künftigen Ehemann und König suchte der Vater den Stauferprinzen Friedrich aus dem Geschlecht der Markgrafen von Meißen aus. Die Verlobung dauerte ebenso wie Kunigundes Status als Erbin des Königreiches bis zur Geburt ihres Bruders Wenzel 1271 an.

## Agneskloster
Als Kunigunde im Alter von elf Jahren das zweite Mal verlobt wurde, war das Reich ihres Vaters zusammengebrochen. Přemysl Otakar II. hatte 1273 die Wahl Rudolfs I. von Habsburg zum neuen römisch-deutschen König abgelehnt und war seit 1275 in Reichsacht. Der Verlust der wichtigsten Verbündeten und ein Adelsaufstand in Böhmen zwangen ihn schließlich zu Friedensverhandlungen. 1276 verlor er alle Länder bis auf Böhmen und Mähren, und er musste Rudolf zwei Kinder versprechen: Kunigunde sollte Rudolfs Sohn Hartmann heiraten, Thronfolger Wenzel sich mit einer von Rudolfs Töchtern verbinden. Der Pakt war nicht von Dauer: bereits ein Jahr später trat Kunigunde den Klarissen im Prager Agneskloster bei. Ob die Verlobung zuvor aufgelöst worden war, ist unklar; ebenso, ob sie aus eigenem Willen oder auf Befehl des Vaters ins Kloster ging. Bei den Klarissen verbrachte sie die entbehrungsreichen Jahre nach Přemysl Otakars Tod, in denen Böhmen unter die Herrschaft des Brandenburger Markgrafen Otto und seiner Truppen geriet. Sie unterstützte ihre Großtante Agnes bei der Leitung des Klosters und bei der Pflege der Kranken und Bedürftigen während einer großen Hungersnot 1280–1281. Nach Agnes’ Tod 1282 übernahm sie das Amt der Äbtissin.

## Masowien
Die geistliche Laufbahn Kunigundes unterbrach ihr Bruder Wenzel II. Dessen außenpolitische Ambitionen richteten sich vor allem nach Polen. Am Ende der 1280er Jahre hatte er begonnen, seinen Einfluss in dem zersplitterten Land auszuweiten. 1291 hatte er bereits ein Bündnis mit den Herzögen von Oppeln geschlossen und die Herrschaft in Krakau übernommen. Um weitere Verbündete zu gewinnen, bot er dem Piasten-Fürsten Boleslaw II., Herrscher in Płock und Thronfolger des Herzogtums Masowien, die Hand seiner einzigen verfügbaren Verwandten an. Gegen den Willen des Bischofs Tobias von Bechin verließ Kunigunde das Klarissen-Kloster und heiratete Boleslaw. Die hochgestellte böhmische Braut gebar ihm zwei Kinder: Eufrozina von Masowien (1292–1328/9) und Wacław von Płock (1293–1336). Als Boleslaw 1294 die Herrschaft in Masowien übernahm, erhielt sie den Titel einer Herzogin. Offensichtlich maß sie dem jedoch keine große Bedeutung bei. Auf Urkunden bezeichnete sie sich als Tochter des böhmischen Königs, erst dann folgte der masowische Herzogstitel.
Kunigunde war in dem polnischen Teilherzogtum nicht willkommen, die Ehe zerbrach und auch das Bündnis zwischen dem böhmischen König und dem masowischen Herzog hielt nur wenige Jahre. In den Machtkämpfen nach dem Tod des Königs Przemysław II. 1296 ergriff Boleslaw Partei für Wenzels Gegner. Die Krönung Wenzels zum polnischen König im Jahre 1300 erkannte er nicht an. Die dynastische Verbindung war somit wertlos.

## Georgskloster
Im Jahre 1302 erhielt Kunigunde die päpstliche Erlaubnis zur Scheidung, verließ den Hof und ihre Familie in Masowien und kehrte am 22. Juli nach Prag zurück. Sie soll nur eine Tochter namens Perchta mitgenommen haben, deren Existenz aber nicht zweifelsfrei gesichert ist. Zu den Klarissen kehrte sie nicht zurück. Am 19. September wurde sie zur Äbtissin der Benediktinerinnen von St. Georg in der Prager Burg geweiht. Um der Přemyslidentochter eine standesgemäße Versorgung zu sichern, musste die bisherige Äbtissin Sophie ihr Amt aufgeben – eine Vorgehensweise, die sich durchaus im traditionellen Rahmen bewegte. St. Georg war das älteste Kloster in Böhmen überhaupt, gegründet um 976 von der Fürstentochter Mlada und stets unter direktem Einfluss des Fürstenhauses verblieben. Dies schränkte einerseits den Handlungsspielraum des Ordenshauses ein, andererseits verfügten die Benediktinerinnen damit über eine solide wirtschaftliche Basis. Kunigunde ließ dem Haus eine Reihe von Privilegien erteilen und baute dessen herausragende Stellung als Kultur- und Bildungseinrichtung weiter aus. Das Amt der Äbtissin versah sie bis zu ihrem Tod 1321. Ihre Nichte Elisabeth, Tochter des letzten männlichen Přemysliden, suchte oft Zuflucht in dem Georgskloster und war als ihre Nachfolgerin in der engeren Wahl, entschied sich aber dann zur Ehe mit Johann von Böhmen. Kunigunde war die letzte Angehörige des Herrscherhauses, die das Georgskloster leitete.
In die Zeit ihres Wirkens fällt die produktivste Phase des klösterlichen Skriptoriums. Die Werkstatt entstand bereits unter ihrer Vorgängerin Sophie, Kunigunde ließ aber die vorhandenen Bücher überarbeiten und gab im großen Stil neue Handschriften in Auftrag. Einige von ihnen, mit Kunigundes eigenhändigen Eigentumsvermerken versehen, haben sich bis heute erhalten und werden in der Tschechischen Nationalbibliothek aufbewahrt. Die Auswahl der Themen bezeugt die Nähe der Äbtissin zur zeitgenössischen Mystik und der Beginen-Bewegung. Das herausragendste Werk, das sie anfertigen ließ, ist ein kostbar ausgestattetes und illuminiertes Andachtsbuch, bestimmt für ihren persönlichen Gebrauch. Das Kunigundenpassional entstand zwischen 1312 und 1321 unter Mitwirkung des Dominikaners und späteren Inquisitors Kolda von Colditz. In dem Werk ist auch der Einfluss Meister Eckharts spürbar, der in den Jahren 1307 bis 1311 in Prag als Generalvikar tätig und Koldas direkter Vorgesetzter war. Das Passional enthält sechs Texte zur Passion Christi – Gleichnisse, Predigten und Versdichtungen – und 26 Illustrationen mit Theaterszenen. Das Widmungsblatt zeigt die Auftraggeberin als Prinzessin und Braut Christi, die von zwei Engeln gekrönt wird. Das komplette Buch hat Kunigunde wohl nie gesehen – es wurde wahrscheinlich erst nach ihrem Tod fertiggestellt. Die Produktion illuminierter Handschriften führten ihre Nachfolgerinnen bis zu den Hussitenkriegen fort. Das Passional selbst gehört seit 2005 zu den Nationalen Kulturdenkmälern Tschechiens.

### Gebet der Kunigunde
In einer der Handschriften (Nationalbibliothek Prag, VII G 17 d), die der Äbtissin gehörten, befindet sich eines der ältesten Zeugnisse tschechischer Literatur, das sogenannte Gebet der Kunigunde (Kunhutina modlitba).
| Erste Strophe                                                                                        | Übersetzung |  |
| --- | --- |  |
| Vítaj, Kráľu všemohúcí, ve všěch miestiech vševidúcí, všěch kajúcích milujúcí, věčný život dávajúcí! | Sei gegrüßt, König, allmächtiger, an allen Orten allsehender, alle Sühnenden liebender, ewiges Leben Spendender! |  |

Das Gebet besteht aus 38 Strophen zu je vier achtsilbigen Versen. Der Monoreim zeugt von sprachgewandter Dichtung, die auch Neologismen enthält. Die Digraphenschreibweise weist bereits auf die Existenz des tschechischen Lauts Ř hin.

## Verwendete Literatur
- Kateřina Charvátová: Václav II - Král český a polský. Nakladatelství Vyšehrad, Praha 2007, ISBN 978-80-7021-841-9.
- Božena Kopičková: Eliška Přemyslovna. Vyšehrad 2008. Auszug (pdf)
- Gia Toussaint: Das Passional der Kunigunde von Böhmen. Bildrhetorik und Spiritualität. Paderborn: Schöningh 2003, ISBN 3-506-79162-1